# Ронин, Владимир Карлович
Владимир Карлович Ронин (род. 22 апреля 1958, Москва) — российский историк, проживающий в Бельгии, филолог-славист, переводчик с нескольких европейских языков, доцент антверпенского отделения Лёвенского Католического университета, доктор PhD в области истории. Специалист по средневековой истории Центральной Европы и по истории связей России с Бельгией и Нидерландами. Автор многочисленных книг и статей, путеводителей по Антверпену и Брюсселю.

## Биография
Родился 22 апреля 1958 года в Москве. Окончил исторический факультет МГУ (1980) и филологический факультет Лёвенского Католического университета (1992). В 1980—1990 годах работал в Институте славяноведения и балканистики АН СССР в Москве (в 1980—1983 — в аспирантуре, затем в качестве научного сотрудника). С 1991 г. преподавал в Институте переводчиков в Антверпене (впоследствии ставшем антверпенским отделением филологического факультета Лёвенского Католического университета). Кандидат исторических наук (1984). Доктор философии (PhD) в области истории (1990). Доцент (1992).
Автор статей по истории отношений славян Центральной Европы с их западными соседями в VII—XV вв., по социальной и культурной истории Каролингской империи и по истории русско-бельгийских связей. Переводчик и комментатор латинских текстов в «Своде древнейших известий о славянах», т. 2 (М., 1995). В Бельгии опубликовал на нидерландском языке несколько книг, в частности «Antwerpen en zijn „Russen“. 1814—1914» (1993, рус. вер.: Подданные царя в городе Синьоров. М., 1994), о людях из Российской империи в Антверпене, а также «Geschiedenis van Hongarije van Árpád tot Árpád Göncz» (2003) — учебное пособие по истории Венгрии с древнейших времен до 1990 г.
Ведущий исследователь истории русской колонии в Антверпене.
В 2009 году в Москве вышла двухтомная монография В. К. Ронина «„Русское Конго“, 1870—1970. Книга-мемориал», ставшая итогом 14-летних исследований.

## Избранные публикации
- Ронин, Владимир Карлович. Политические взаимоотношения славян и Франкского государства при Карле Великом : диссертация на соискание степени кандидата исторических наук : 07.00.03. — Москва, 1983. — 276 с.

### Книги
- Ronin, V. Antwerpen en zijn «Russen». 1814—1914. [Антверпен и его «русские», 1814—1914]. — Gent : Stichting Mens en Cultuur, 1993. — 379 p., ill. — ISBN 90-72931-40-8 — (на нидерл. яз.)
- Ронин, В. К. Подданные царя в городе Синьоров — М. : Наука, 1994. — 293,[3] с., илл. — ISBN 5-02-009580-X
- Ronin, V. Geschiedenis van Hongarije van Árpád tot Árpád Göncz. — Antwerpen : Garant, 2003. — 391 p. — ISBN 978-90-441-1324-2 — (на нидерл. яз.)
- Ронин, В. K. «Русское Конго», 1870—1970 : книга-мемориал — Москва : Дом Русского зарубежья имени А. И. Солженицына : Русский путь, 2009. — ISBN 978-5-98854-014-4 (ДРЗ) . — ISBN 978-5-85887-331-0 (РП).
  - Т. 1. — 2009. — 518, [1] с., [8] л. илл., портр. ; ISBN 978-5-98854-021-2
  - Т. 2. — 2009. — 637, [2] с., [12] л. илл., портр. ; ISBN 978-5-98854-022-9
- Ронин, В. К. Прогулки по Антверпену. Историко-культурный путеводитель — Antwerpen : Benerus, 2009. — 256 с. — ISBN 978-90-806-3630-9
- Ронин, В. К. В центре Брюсселя. — СПб. : Европейский дом, 2019. — 256 с. — ISBN 978-5-8015-0398-1
- Ронин, В. (совместно с Э. Вагемансом). Фламандско-русский словарь :  [нид.] = Vlaams-Russisch woordenboek. — Antwerpen : Benerus, 2020. — 257 с. — ISBN 9789464073317.

### Статьи
- Ронин В. К. Светские биографии в каролингское время : «Астроном» как историк и писатель // Средние века. — М. : Наука, 1983. — Вып. 46. — С. 165—183. — ISSN 0131-8780.
- Ронин В. К. Франко-хорватские отношения в трактате Константина VII Багрянородного «Об управлении империей» // Византийский Временник. — М. : Наука, 1983. — Т. 44 (69). — С. 60—68. — ISSN 0132-3776.
- Ронин В. К. Византия в системе внешнеполитических представлений раннекаролингских писателей // Византийский Временник. — М. : Наука, 1986. — Т. 47 (72). — С. 85—94. — ISSN 0132-3776.
- Ronin V. La conscience de soi des «gentes» du haut Moyen Age: les Francs, les Wisigoths et les Lombards aux VIe-VIIIe siècles // L’Homme et l’Histoire (Recherches historico-anthropologiques et historico-culturelles) :  [фр.]. — Moscou : Naouka, 1990. — С. 107—133.
- Ronin V. Die Außenpolitik der ersten slawischen Staaten Mitteleuropas (9.-12. Jh.) : Ideologische Aspekte :  [нем.] // Slavica Gandensia. — 1990. — Вып. 17. — С. 103—125. — ISSN 0771-1395.
- Ронин В. К. Славянская знать и западные миссионеры в Центральной Европе // Средние века. — М. : Наука, 1993. — Вып. 56. — С. 118—135. — ISSN 0131-8780.
- Ронин В. К. Между войной и реформами. Русские в Бельгии 1814—1861 // Страна Синей птицы. Русские в Бельгии. — М. : Наука, 1995. — С. 28—93. — ISBN 5-02-009564-8.
- Ронин В. К. Между реформами и революцией. Русские в Бельгии 1862—1905 // Страна Синей птицы. Русские в Бельгии. — М. : Наука, 1995. — С. 94—173. — ISBN 5-02-009564-8.
- Ronin V. L’Ukraine en Belgique (1814—1914) :  [фр.] // Slavica Gandensia. — 1985. — Вып. 22. — С. 51—62. — ISSN 0771-1395.
- Ронин В. Голландцы в российской народной традиции о Петре Великом :  [рус.] // Slavica Gandensia. — 1985. — Вып. 22. — С. 147—178. — ISSN 0771-1395.
- Ронин В. Церковная жизнь в русском Антверпене (1920—1960) :  [рус.] // Slavica Gandensia. — 1999. — Вып. 26. — С. 117—160. — ISSN 0771-1395.
- Ронин В. К. Колониальные мемуары, дневники и письма русских эмигрантов (20-30-е годы XX века) // Одиссей. Человек в истории. — М. : Наука, 2000. — С. 223—256.
- Ronin V. Nederlanders in Russische ogen in de 20ste eeuw // Van de Vierpotige Leeuw en de Tweekoppige Adelaar. Studies over Nederlands-Russische relaties :  [нид.]. — Groningen : INOS, 2002. — С. 55—85. — ISBN 90-73432-07-3.
- Ronin V. Russia: Outside Europe ? // Russia and Europe in a Changing International Environment :  [англ.]. — Leuven : University Press, 2002. — С. 117—131. — ISBN 90-5867-195-X.
- Ронин В. К. Прогулка по русскому Антверпену в 1935 году // Санкт-Петербург — Антверпен : 50 лет партнерства. — СПб. : Европейский дом, 2008 . — С. 9—19. — ISBN 978-5-8015-0236-6.
- Ронин В. К. Виллем Элсхот. Willem Elsschoot (1882—1960) // От Лиса Рейнарда до Сна богов. История нидерландской литературы. — СПб. : Alexandria, 2013. — Т. II. XX — начало XX века. — С. 113—132. — ISBN 978-5-903445-28-8.
- Ronin V. Émile Verhaeren et les Russes : que reste-t-il de nos amours ? :  [фр.] // Revue Belge de Philologie et d’Histoire[фр.]. Année 96 . — Bruxelles, 2018. — С. 1211—1220. — ISSN 0035-0818. — doi:10.3406/rbph.2018.9239.
- Ronin V. Les filles égarées de Staline au Congo belge = Заблудшие дочери Сталина в Бельгийском Конго :  [фр.] // Patrimoine russe. Revue scientifique de la Fondation pour la Préservation du Patrimoine Russe dans l’Union Européenne asbl. (Revue FPPR). — Bruxelles, 2019 . — № 8 . — С. 43—51.
- Ронин В. К. «Бельгийцы принимали хорошо...». Чем привлекала русских эмигрантов 20-х годов Бельгия?] // Русская диаспора в Бельгии: уникальность судьбы и культурное наследие. Международная конференция. Брюссель, 27-28 ноября 2020 г.. — 2020. — С. 48—55.

### Научные переводы
- Свод древнейших письменных известий о славянах / Составители С. А. Иванов, Г. Г. Литаврин, В. К. Ронин, отв. редактор Г. Г. Литаврин.. — М., 1995. — Т. II (VII–IX вв.).